# Адула, Сирил
Сирил Адула (фр. Cyrille Adoula; 13 сентября 1921, Леопольдвиль, Бельгийское Конго — 24 мая 1978, Лозанна, Швейцария) — конголезский государственный деятель, премьер-министр Демократической Республики Конго (1961—1964).

## Биография
По этнической принадлежности нгала. Получил образование в католической начальной школе и колледже Святого Жозефа (Леопольдвиль). Проработав в ряде фирм, стал первым африканцем, работавшим в Центральном банке Конго.
В 1954 году вступил в Бельгийскую социалистическую партию, представлял Социалистическое действие (Action Socialiste) в Леопольдвиле. В середине 1950-х гг. — член правления профсоюза Ассоциации туземного персонала колонии, в 1956 стал генеральным секретарём Всеобщей Федерации труда Конго (филиал Всеобщей Федерации труда Бельгии). В 1957 году посещал конференцию Международной организации труда в Женеве в качестве советника бельгийской делегации. Посещал ФРГ и Израиль, наладив связи с местными профсоюзами, а также деятелем АФТ-КПП Ирвингом Брауном.
В 1958 году вместе с Патрисом Лумумбой и Жозефом Илео участвовал в создании Национального движения Конго (НДК), однако уже в следующем году покинул его ряды и возглавил НДК-Калонжи, в составе делегации которого в 1960 году участвовал в Брюссельских конференциях круглого стола, в рамках которых решались вопросы об условиях предоставления независимости Бельгийскому Конго. Был сторонником единого, но состоящего из мелких провинций государства, широкой децентрализации административного управления. Вёл переговоры с лидером сепаратистов провинции Катанга Моизом Чомбе, но к соглашению стороны не пришли. В ходе т. н. Конголезского кризиса выступал против сепаратистских движений М. Чомбе и А. Калонжи.
2 августа 1961 года президент Ж. Касавубу назначил его премьер-министром Конго. На этом посту Адула пытался проводить умеренную политику, балансируя между левонационалистически настроенными последователями Лумумбы и сторонниками прозападного курса Чомбе. Однако эта умеренность и стремление к компромиссу никоим образом не отменяли последовательного курса Адулы на сохранение единого Конго и борьбы с сепаратизмом, в рамках которой в январе 1963 года войска ООН оккупировали Катангу, распространив на неё власть центрального правительства. Однако гражданская война продолжалась и в попытке её прекратить президент Касавубу 30 июня 1964 года отправил правительство Адулы в отставку, назначив новым премьер-министром Моиза Чомбе.
После переворота Мобуту в 1965 г. стал членом консультативного Государственного совета, а позднее перешёл на дипломатическую работу и был послом в США и Бельгии, а в 1969—1970 гг. был министром иностранных дел Демократической Республики Конго, после чего отошёл от государственной деятельности.